# John Stevens, Baron Stevens of Kirkwhelpington
John Arthur Stevens, Baron Stevens of Kirkwhelpington KStJ QPM DL FRSA (* 21. Oktober 1942) ist ein britischer Polizeipräsident und Life Peer. Er war von 2000 bis 2005 Commissioner (Polizeipräsident) des Metropolitan Police Service.

## Polizeikarriere
Stevens ging auf das St. Lawrence College in Ramsgate und studierte an der University of Leicester, wo er mit einem Bachelor of Laws abschloss und der University of Southampton, wo er mit einem Master of Philosophy abschloss. Er war von 1986 bis 1988 Assistant Chief Constable von Hampshire und von 1988 bis 1998 Deputy Chief Constable von Cambridgeshire. Von 1991 bis 1996 war er Chief Constable der Polizei von Northumbria und wurde 1996 zum HM Inspector of Constabulary ernannt. 1998 wurde er stellvertretender Polizeipräsident der Metropolitan Police. Er schrieb auch für News of the World. Stevens beendete die Zusammenarbeit, als der News-International-Skandal eskalierte.
An Neujahr 2000 wurde er zum Knight Bachelor geschlagen und 2001 zum Deputy Lieutenant von London ernannt. 2002 wurde ihm der Order of Saint John verliehen, und er wurde Freeman of the City von London.
Er leitete eine Untersuchungskommission zu Vorwürfen über geheime Absprachen zwischen der British Army, der Royal Ulster Constabulary und Ulster-Loyalisten in Nordirland. Sein dritter Bericht, den er am 17. April 2003 abschloss, zeigte klar auf, dass diese Behauptung stimmte und sagte ausdrücklich, dass diese geheimen Absprachen zum Tod mehrerer Nationalisten und auch Unionisten geführt habe. Im Nachgang zu diesem Untersuchungsbericht forderte David Trimble, Führer der Ulster Unionist Party, eine parlamentarische Untersuchung, während die Führer der Sozialdemokraten, Labour und Sinn Fein eine öffentliche Untersuchung verlangten.

## Nach der Polizei
Nach seinem Ausscheiden aus dem Polizeidienst wurde er am 6. April 2005 als Baron Stevens of Kirkwhelpington, of Kirkwhelpington in the County of Northumberland, zum Life Peer erhoben.
Er leitete eine Untersuchung der Metropolitan Police, Operation Paget zur Untersuchung des Todes von Prinzessin Diana und Dodi Al-Fayed.
Die Conservative Party unter David Cameron fragte ihn, ob er für sie als Kandidat für den Posten des Mayor of London antreten wolle, er lehnte das Angebot jedoch ab.
Am 29. Juni 2007 ernannte ihn Premierminister Gordon Brown zu seinem Chefberater zu internationalen Sicherheitsfragen. David Cameron ernannte ihn auch zum Vorsitzenden des Borders Policing Committee, das eine Reorganisation des Grenzwesens voranbringen sollte.
Lord Stevens ist geschäftsführender Vorsitzender von Monitor Quest einem Londoner Beratungsunternehmen zur Aufklärung und Risikominimierung. Er sitzt des Weiteren in einer Reihe von Aufsichtsräten.
Neben seinen Aktivitäten in der Wirtschaft ist Lord Stevens engagiert in einer Reihe von öffentlichen und Wohltätigkeitsorganisationen. Er ist Schirmherr des UK Defence Forum und des Security Institute. Er hat über Jahre seine Pflichten als Schirmherr diverser Wohltätigkeitsorganisationen wahrgenommen, u. a. North East Charity, die Schulen und Pflegezentren für Behinderte baut, und Convoy, die sich um rumänische Waisen kümmert. Er bekam dafür vom rumänischen Präsidenten den Stern von Rumänien verliehen.
Im April 2007 wurde Lord Stevens Air Commodore ehrenhalber der No 3 (Royal Auxiliary) Air Force Police Squadron. Er ist des Weiteren Ehren-Colonel der Northumbria Army Cadet Force.
Am 28. November 2005 wurde er zum Kanzler der Northumbria University ernannt. Er hat Ehrendoktorwürden mehrerer Universitäten und ist Gastprofessor an der City University New York.